# Bengo (flod)
Bengo (eller Zenza) är en flod i norra Angola. Den mynnar i Sydatlanten, 17 kilometer nordost om huvudstaden Luanda. Floden är 300 kilometer lång och har sina källor i provinsen Cuanza Norte. Det finns en stor kraftverksdamm vid Kiminha och flera små sjöar, Panguila, Lagoa Quilunda och Lalama. Bengo är dricksvattentäkt för Luanda.

## Ekosystem
Bengo har ett rikt djur och växtliv vid mynningen, bland annat mangrove. Det finns krokodiler, ankor och fisk mm. En akvakultur odlar tilapia nära Kifangondo i Luandaprovinsen.

## Historia
Slaget vid Kifangondo vid Bengo-floden ägde rum den 10 november 1975. FNLA:s styrkor med utrustning från Sydafrika var på väg mot huvudstaden Luanda och stoppades av MPLA och kubanska styrkor. På natten till den 11 november kunde Agostinho Neto förklara självständighet för Folkrepubliken Angola.